# Pelidnota impressicollis
Pelidnota impressicollis är en skalbaggsart som beskrevs av Ohaus 1925. Pelidnota impressicollis ingår i släktet Pelidnota och familjen Rutelidae. Inga underarter finns listade i Catalogue of Life.